# Majdevo
Majdevo (serbisch Мајдево) ist ein Dorf in Serbien im Verwaltungsbezirk Kruševac. Das Dorf hat 491 Einwohner. Es liegt am Fluss Rasina.
Der Name des Dorfes geht auf das türkische Wort majdan zurück, womit man einen Steinbruch bezeichnet.
Ein Wasserwerk in der Nähe des Dorfes versorgt die Städte Kruševac, Varvarin, Ćićevac, Brus, Aleksandrovac und die Region mit Trinkwasser.